# Juan de Betanzos

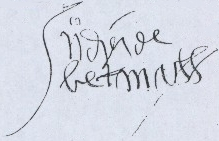
Unterschrift von Juan de Betanzos

Juan Díez de Betanzos y Araos (geb. 1510 in Betanzos; gest. 1. März 1576 in Cuzco) war ein spanischer Entdecker und Chronist. Juan de Betanzos begleitete die Conquistadores Francisco Pizarro und Diego de Almagro bei der Eroberung von Peru. Er war mit einer sozial hochstehenden Indígena verheiratet. Der Spanier gehörte zu den wichtigsten Erzählern der Geschichte des Inka-Reiches.

## Suma y narración de los Incas
In seinem Suma y narración de los Incas, einem wichtigen Werk zur Geschichte der Inkas, fand er Bewunderung für das untergegangene Inka-Reich. Es wurde 1880 in Madrid in der Reihe Biblioteca Hispano-Ultramarina veröffentlicht. Zu dem komplizierten Thema der Inka-Nachfolge enthält das Werk historiographisches und ethnohistorisches Material.
Der historische Bericht über die Inkas, ihre Abstammung und ihre Eroberungen in der Stadt Cuzco und ihrer Umgebung bietet wertvolle Einblicke in die Geschichte der Inka-Kultur, ihre Interaktionen mit den spanischen Konquistadoren sowie ihre kulturellen Praktiken und ihren Glauben.
Doch wie auch die beiden anderen wichtigsten Chronisten zur Geschichte der Inkas, Pedro de Cieza de León (um 1520–1554) und Pedro Sarmiento de Gamboa (um 1530–1592), gehörte Juan de Betanzos zu den spanischen Eroberern.

## Werke
- Suma y narración de los Incas (ca. 1551 / Erstdruck Madrid 1880[2])
- Wörterbuch Spanisch-Quechua